# Musée du patrimoine français de Frenchtown
Le Musée du patrimoine français est un musée situé à Frenchtown, dans les Îles Vierges des États-Unis.

## Historique
La Frenchtown Civic Organization a été créée en 1958 par un groupe d'habitants de Frenchtown, dont les missions ont évolué au fil des ans. Les défenseurs de la culture française sont aujourd'hui représentés par le musée, élément précieux de la culture et de l’histoire françaises à Saint Thomas.

## Expositions
Ce petit musée relate l’influence des Français dans les Caraïbes. Les habitants ont fait don de quelque 275 artefacts pour aider à souligner la présence française. Il dispose également d'un ordinateur qui stocke les généalogies des familles locales.